# Енергодарська вулиця
Енергода́рська ву́лиця — вулиця в Дніпровському районі міста Києва, житловий масив ДВРЗ. Пролягає від Алматинської вулиці до лісу.
Прилучаються вулиці Інженера Бородіна, Марганецька та Опришківська.

## Історія
Виникла в 1950-ті роки (забудова першого кварталу вулиці належить до середини 1930-х років) під назвою 621-ша Нова вулиця. 1953 року отримала назву Волховська вулиця. 
Сучасна назва на честь міста Енергодар — з 2022 року.

## Зображення

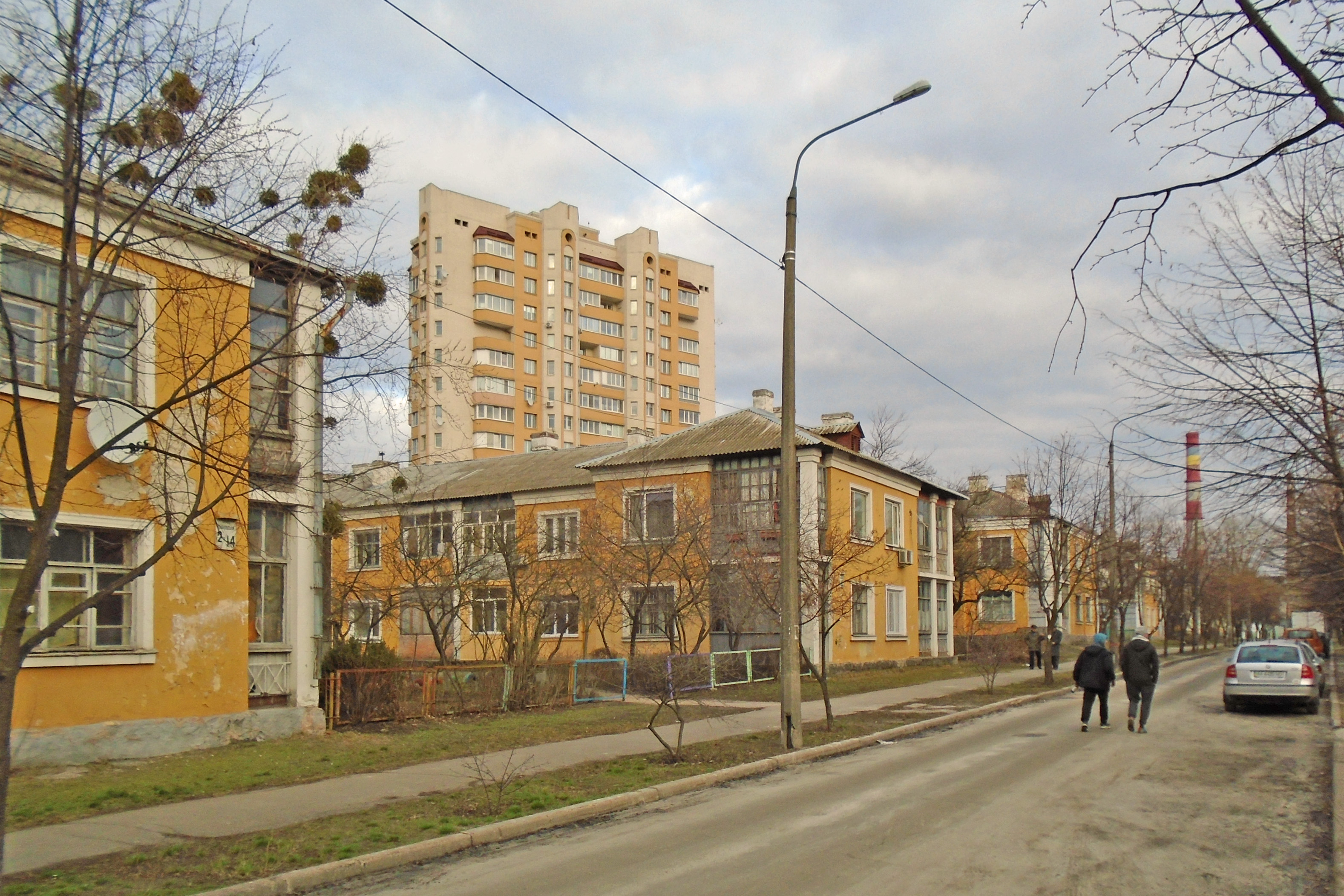
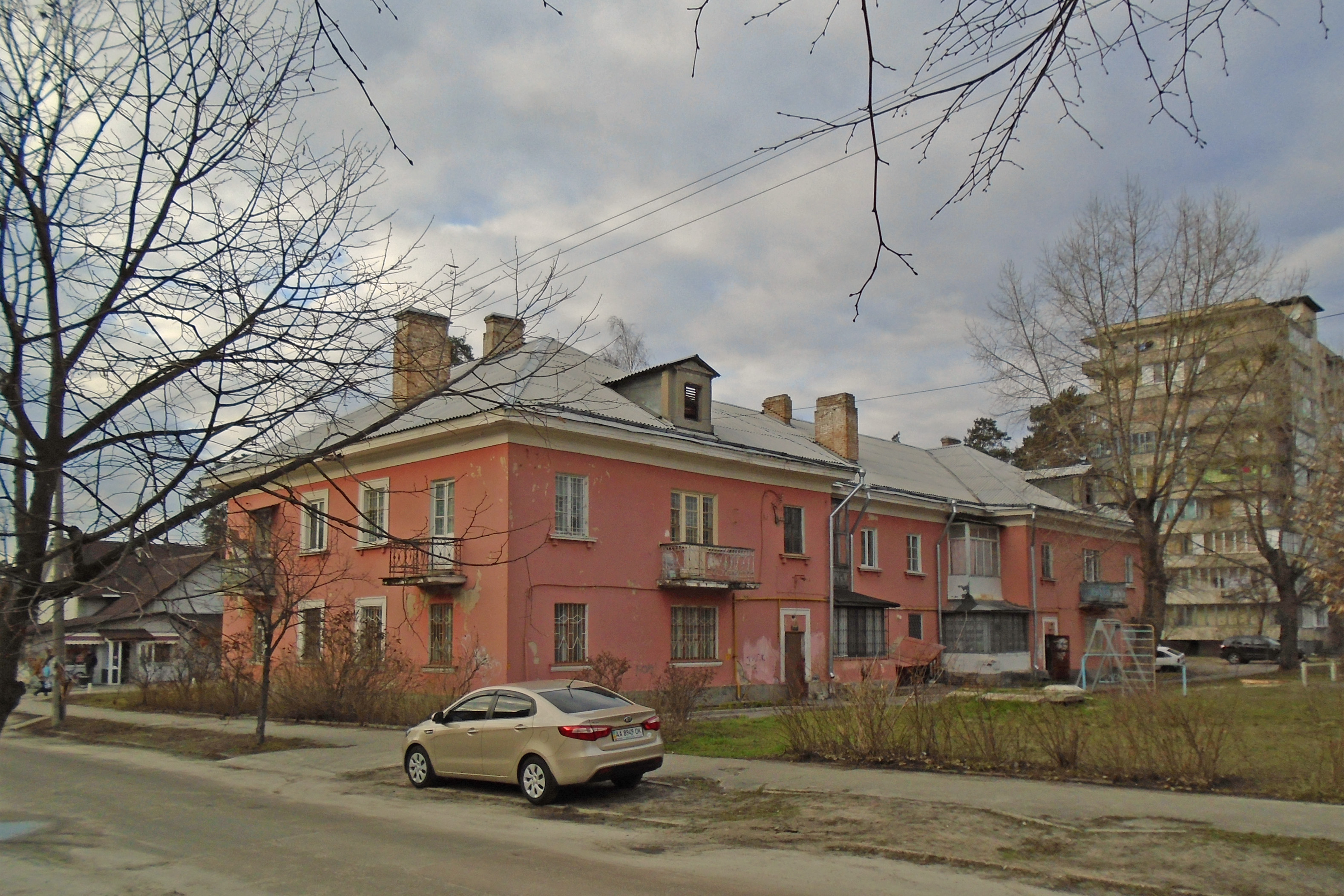
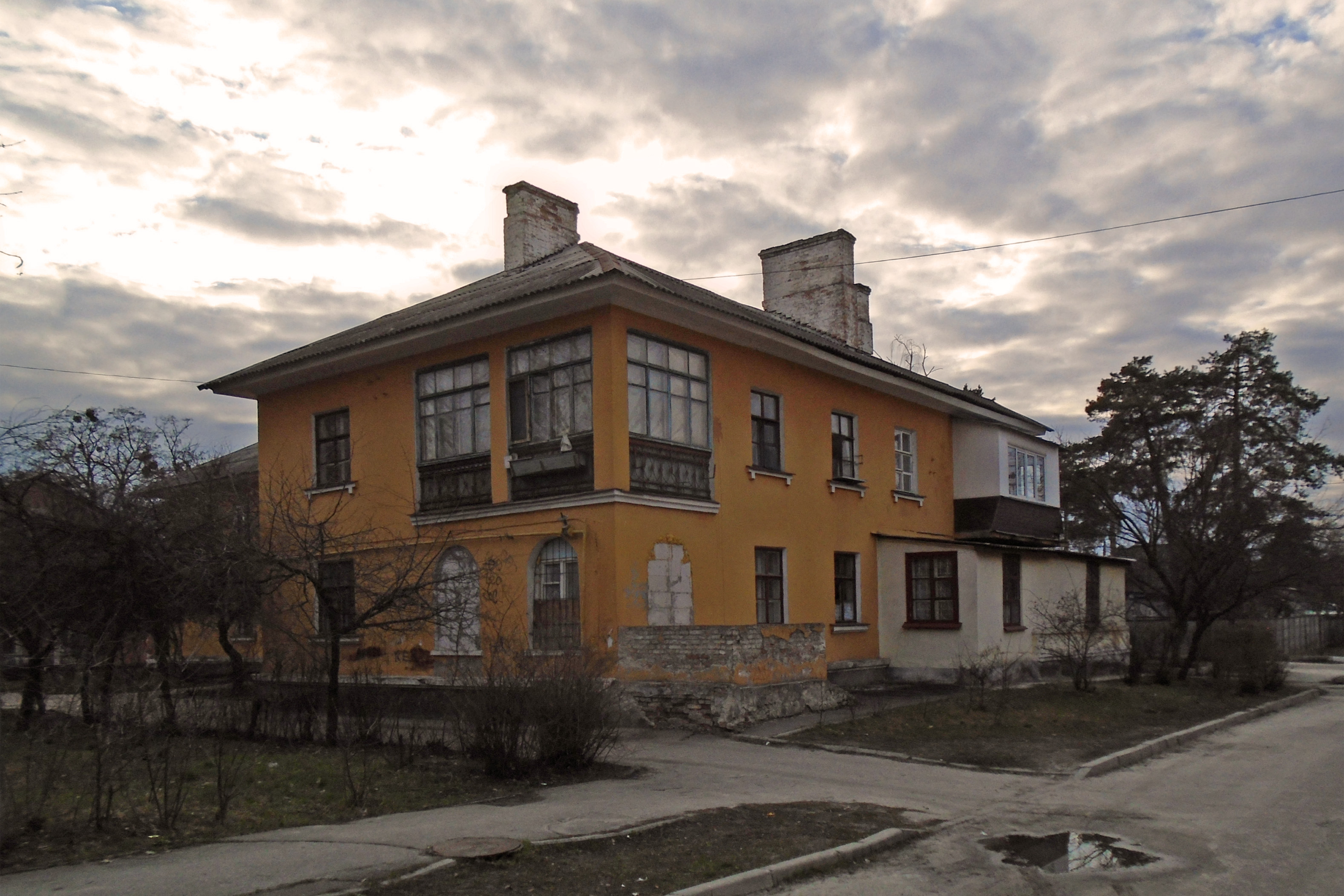
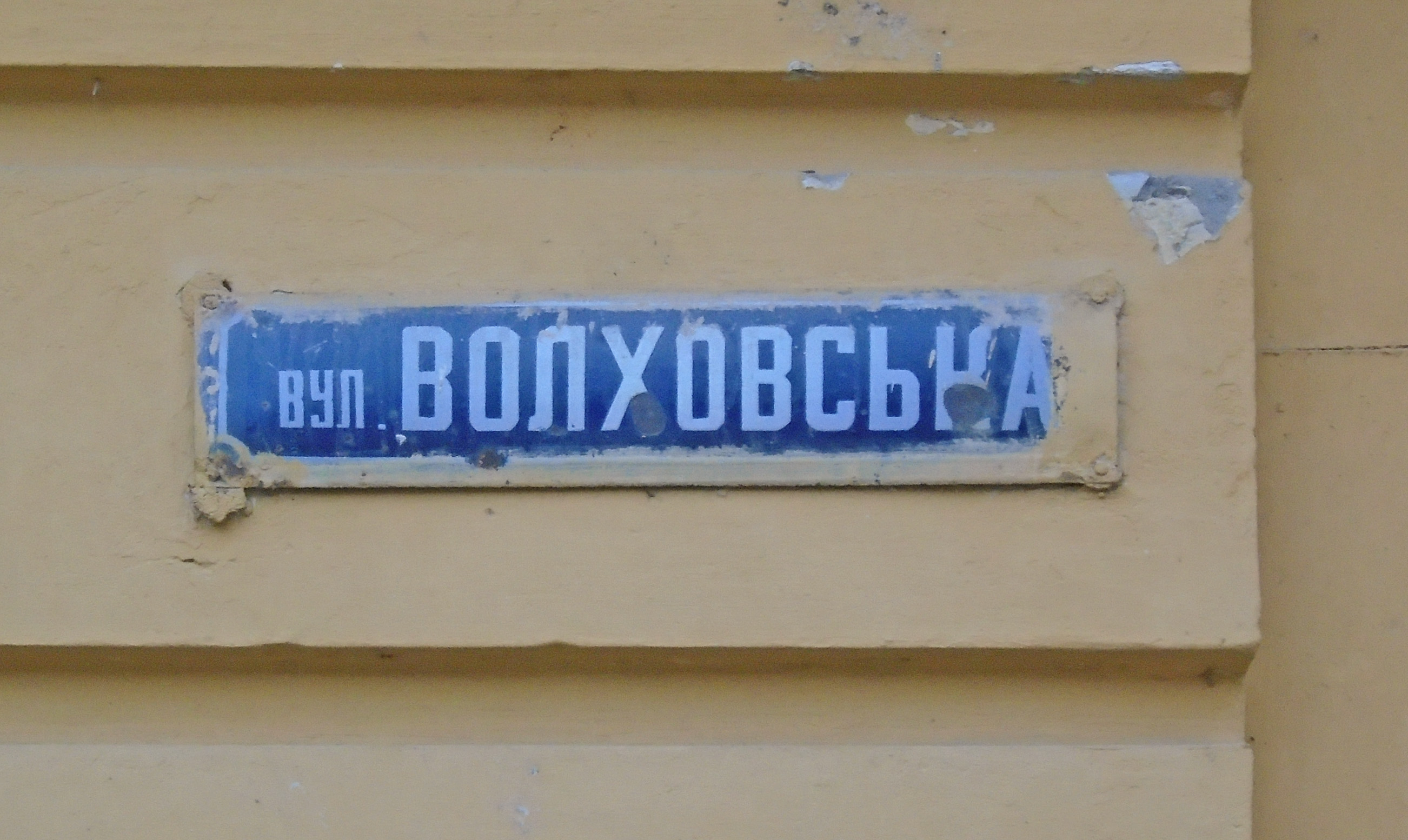